# مرتضی پورعلی‌گنجی
مرتضی پورعلی‌گنجی (زادهٔ ۳۰ فروردین ۱۳۷۱؛ بابل) بازیکن فوتبال اهل ایران است که در پست مدافع میانی برای تیم ملی فوتبال ایران و باشگاه فوتبال پرسپولیس بازی می‌کند.

## دوران باشگاهی
او پس از بازی‌های جام ملت‌های آسیا در استرالیا از باشگاه‌های مختلف خارجی پیشنهاد بازی دریافت کرد و در نهایت در اسفندماه ۱۳۹۳ درحالی که با تیم نفت تهران در پایان هفته ۲۱ صدرنشین لیگ برتر بود، به پیشنهاد تیان جین چین پاسخ مثبت داد و رسماً با دریافت ۵۰۰ هزار دلار و برای مدت یک فصل به این تیم چینی پیوست.

### السد
پورعلی‌گنجی در سال ۲۰۱۶ با امضای قراردادی رسمی به مدت یک سال به تیم السد قطر پیوست.

### اوپن بلژیک
پورعلی‌گنجی در تاریخ ۱۶ اوت ۲۰۱۸ با عقد قراردادی دو ساله به تیم اوپن بلژیک پیوست.

### العربی
پورعلی‌گنجی در سال ۲۰۱۹ با عقد قراردادی به باشگاه فوتبال العربی پیوست.

### شنزن
وی در سال ۲۰۲۰ به تیم شنزن در سوپرلیگ چین پیوست.

### پرسپولیس
پورعلی‌گنجی در سال ۱۴۰۱ طی قراردادی ۲ ساله تا سال ۱۴۰۳ رسماً به تیم پرسپولیس پیوست،

## دوران ملی

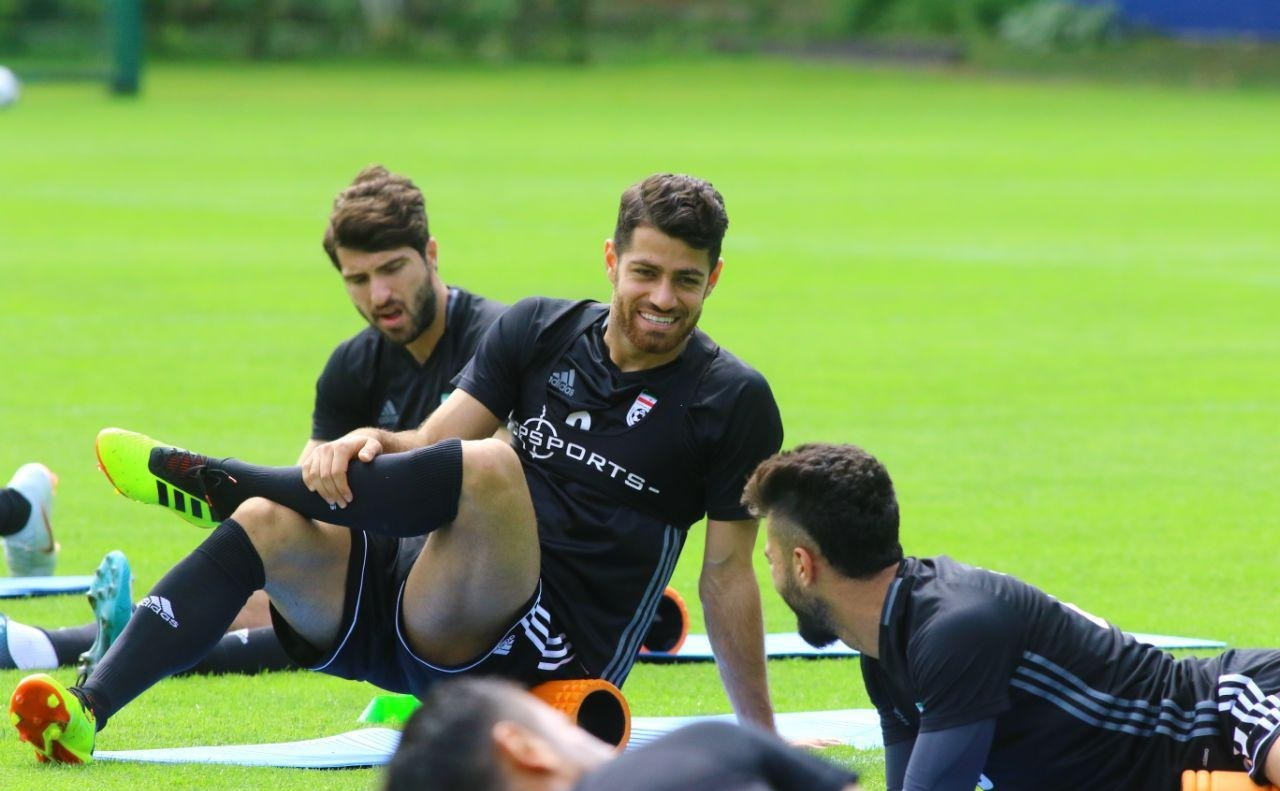
پورعلی‌گنجی در تمرین ایران در سال ۲۰۱۸

او پس از بازی در رده‌های سنی ایران، پیش از جام ملت‌های آسیا ۲۰۱۵، در اردوهای آمادگی پیش از این جام برای نخستین بار توسط کارلوس کی‌روش به تیم ملی ایران دعوت شد و در فهرست پایانی تیم ملی برای حضور در این رقابت‌ها هم حضور داشت. و نخستین بازی ملی‌اش را در بازی دوستانه پیش از این رقابت، در برابر عراق انجام داد. درخشش در این بازی موجب شد تا کی‌روش در همه بازی‌های این جام به او بازی دهد. در پایان مرحله گروهی جام ملت‌های آسیا ۲۰۱۵، او در فهرست تیم منتخب مرحله گروهی این مسابقات از سوی کمیته برگزاری مسابقات جا گرفت.

### جام جهانی
مرتضی پورعلی‌گنجی یکی از نفرات اصلی خط دفاعی در راه جام جهانی ۲۰۱۸ بود به گونه ای که در بیشتر مسابقات این دیدارها به میدان رفت و همچنین توانست با تیم ملی فوتبال ایران به جام جهانی ۲۰۱۸ روسیه صعود کند.

مرتضی پورعلی‌گنجی و دیگو کاستا در جام جهانی ۲۰۱۸

وی یکی از نفرات اصلی تیم ملی در جام جهانی ۲۰۱۸ بود؛ به گونه‌ای که در هر سه مسابقات این دیدار به صورت فیکس به میدان رفت و در این مسابقات بازی‌های بسیار درخشانی از خود ارائه داد و از ستون‌های دفاعی تیم ملی کشورمان ایران در این تورنمنت مهم جهانی بود و پس از انجام بازی‌های درخشان پیشنهادهای زیادی از اروپا به دست وی رسید و بعد از آن به باشگاه اوپن بلژیک رفت.
مرتضی پورعلی‌گنجی در جام ملت‌های آسیا ۲۰۱۹ در هر شش مسابقه تیم ملی به صورت فیکس به میدان رفت و توانست با تیم ملی به نیمه نهایی راه یابد به طوری که تا قبل از نیمه نهایی جام ملت‌های آسیا تیم ملی کشورمان ایران هیچ گلی را دریافت نکرد.

## آمار

### باشگاهی
تا تاریخ ۱۸ اردیبهشت ۱۴۰۴
| باشگاه            | فصل               | دسته              | لیگ  | لیگ | جام حذفی | جام حذفی | قاره ای | قاره ای | سایر | سایر | مجموع | مجموع |
| باشگاه            | فصل               | دسته              | بازی | گل  | بازی     | گل       | بازی    | گل      | بازی | گل   | بازی  | گل    |
| ----------------- | ----------------- | ----------------- | ---- | --- | -------- | -------- | ------- | ------- | ---- | ---- | ----- | ----- |
| نفت تهران         | ۲۰۱۰–۲۰۱۱         | لیگ برتر          | ۱۲   | ۲   | ۰        | ۰        | –       | –       | –    | –    | ۱۲    | ۲     |
| نفت تهران         | ۲۰۱۱–۲۰۱۲         | لیگ برتر          | ۱۶   | ۰   | ۱        | ۰        | –       | –       | –    | –    | ۱۷    | ۰     |
| نفت تهران         | ۲۰۱۲–۲۰۱۳         | لیگ برتر          | ۱۱   | ۰   | ۰        | ۰        | –       | –       | –    | –    | ۱۱    | ۰     |
| نفت تهران         | ۲۰۱۳–۲۰۱۴         | لیگ برتر          | ۲۱   | ۰   | ۱        | ۰        | –       | –       | –    | –    | ۲۲    | ۰     |
| نفت تهران         | ۲۰۱۴–۲۰۱۵         | لیگ برتر          | ۱۴   | ۰   | ۲        | ۱        | ۱       | ۰       | –    | –    | ۱۷    | ۱     |
| مجموع نفت تهران   | مجموع نفت تهران   | مجموع نفت تهران   | ۷۴   | ۲   | ۴        | ۱        | ۱       | ۰       | –    | –    | ۷۹    | ۳     |
| تیانجین تدا       | ۲۰۱۵              | سوپرلیگ چین       | ۲۶   | ۲   | ۱        | ۰        | –       | –       | –    | –    | ۲۷    | ۲     |
| مجموع تیانجین تدا | مجموع تیانجین تدا | مجموع تیانجین تدا | ۲۶   | ۲   | ۱        | ۰        | –       | –       | –    | –    | ۲۷    | ۲     |
| السد              | ۲۰۱۵–۲۰۱۶         | لیگ ستارگان قطر   | ۸    | ۲   | ۰        | ۰        | ۱       | ۰       | ۰    | ۰    | ۹     | ۲     |
| السد              | ۲۰۱۶–۲۰۱۷         | لیگ ستارگان قطر   | ۲۳   | ۴   | ۰        | ۰        | ۱       | ۰       | ۰    | ۰    | ۲۴    | ۴     |
| السد              | ۲۰۱۷–۲۰۱۸         | لیگ ستارگان قطر   | ۱۸   | ۳   | ۲        | ۰        | ۶       | ۰       | ۲    | ۰    | ۲۸    | ۳     |
| مجموع السد        | مجموع السد        | مجموع السد        | ۴۹   | ۹   | ۲        | ۰        | ۸       | ۰       | ۲    | ۰    | ۶۱    | ۹     |
| اوپن              | ۲۰۱۸–۲۰۱۹         | لیگ برتر بلژیک    | ۶    | ۲   | ۱        | ۰        | –       | –       | –    | –    | ۷     | ۲     |
| مجموع اوپن        | مجموع اوپن        | مجموع اوپن        | ۶    | ۲   | ۱        | ۰        | –       | –       | –    | –    | ۷     | ۲     |
| العربی            | ۲۰۱۸–۲۰۱۹         | لیگ ستارگان قطر   | ۷    | ۱   | ۰        | ۰        | –       | –       | ۰    | ۰    | ۷     | ۱     |
| العربی            | ۲۰۱۹–۲۰۲۰         | لیگ ستارگان قطر   | ۱۵   | ۱   | ۰        | ۰        | –       | –       | ۰    | ۰    | ۱۵    | ۱     |
| مجموع العربی      | مجموع العربی      | مجموع العربی      | ۲۲   | ۲   | ۰        | ۰        | –       | –       | –    | –    | ۲۲    | ۲     |
| شنژن              | ۲۰۲۰–۲۰۲۱         | سوپر لیگ چین      | ۶    | ۱   | ۰        | ۰        | –       | –       | –    | –    | ۶     | ۱     |
| شنژن              | ۲۰۲۱–۲۰۲۲         | سوپر لیگ چین      | ۷    | ۰   | ۰        | ۰        | –       | –       | –    | –    | ۷     | ۰     |
| مجموع شنژن        | مجموع شنژن        | مجموع شنژن        | ۱۳   | ۱   | ۰        | ۰        | –       | –       | –    | –    | ۱۳    | ۱     |
| پرسپولیس          | ۰۲–۱۴۰۱           | لیگ برتر          | ۲۵   | ۰   | ۵        | ۱        | –       | –       | –    | –    | ۳۰    | ۱     |
| پرسپولیس          | ۰۳–۱۴۰۲           | لیگ برتر          | ۵    | ۱   | ۰        | ۰        | ۲       | ۰       | –    | –    | ۷     | ۱     |
| پرسپولیس          | ۰۴–۱۴۰۳           | لیگ برتر          | ۲۲   | ۰   | ۲        | ۰        | ۴       | ۰       | ۰    | ۰    | ۲۸    | ۰     |
| مجموع پرسپولیس    | مجموع پرسپولیس    | مجموع پرسپولیس    | ۵۲   | ۱   | ۷        | ۱        | ۶       | ۰       | –    | –    | ۶۵    | ۲     |
| مجموع آمار        | مجموع آمار        | مجموع آمار        | ۲۴۲  | ۱۹  | ۱۵       | ۲        | ۱۵      | ۰       | ۲    | ۰    | ۲۷۴   | ۲۱    |

### بازی‌های ملی
تا تاریخ ۱۷ اکتبر ۲۰۲۳
| ایران | ایران | ایران | ایران  |
| سال   | بازی  | گل    | پاس گل |
| ----- | ----- | ----- | ------ |
| ۲۰۱۵  | ۱۰    | ۲     | ۰      |
| ۲۰۱۶  | ۶     | ۰     | ۰      |
| ۲۰۱۷  | ۹     | ۰     | ۰      |
| ۲۰۱۸  | ۷     | ۰     | ۰      |
| ۲۰۱۹  | ۹     | ۰     | ۲      |
| ۲۰۲۰  | ۱     | ۰     | ۰      |
| ۲۰۲۱  | ۲     | ۱     | ۰      |
| ۲۰۲۲  | ۵     | ۰     | ۱      |
| ۲۰۲۳  | ۵     | ۰     | ۰      |
| مجموع | ۵۴    | ۳     | ۳      |

### گل‌های ملی
| شماره | تاریخ          | میزبان | بازی ملی | حریف      | نتیجه | رقابت                  |
| ----- | -------------- | ------ | -------- | --------- | ----- | ---------------------- |
| ۱     | ۲۳ ژانویه ۲۰۱۵ | کانبرا | ۵        | عراق      | ۳–۳   | جام ملت‌های آسیا ۲۰۱۵   |
| ۲     | ۱۲ نوامبر ۲۰۱۵ | تهران  | ۹        | ترکمنستان | ۳–۱   | مقدماتی جام جهانی ۲۰۱۸ |
| ۳     | ۱۱ ژوئن ۲۰۲۱   | رفاع   | ۴۴       | کامبوج    | ۱۰–۰  | مقدماتی جام جهانی ۲۰۲۲ |

## افتخارات

### باشگاهی
السد
- جام ولیعهد قطر (۱): ۲۰۱۷
- جام امیر قطر (۱): ۲۰۱۷
- جام شیخ جاسم قطر (۱): ۲۰۱۷

پرسپولیس
- لیگ برتر خلیج فارس
  - قهرمان (۲): ۰۲–۱۴۰۱، ۰۳–۱۴۰۲
- جام حذفی فوتبال ایران
  - قهرمان (۱): ۰۲–۱۴۰۱
- سوپر جام فوتبال ایران
  - قهرمان (۱): ۱۴۰۲